# Elektromagnetsko polje
Elektromagnetsko polje jest prostor (vektorsko polje) gdje se opaža energetska interakcija s električnim nabojem odnosno drugim elektromagnetskim poljem. Interakcija je obostrana tako da polje djeluje na naboj a naboj stvara polje. Elektromagnetsko polje je vektorsko tako da se u svakoj prostorno-vremenskoj koordinati mogu jednoznačno odrediti vektori {\displaystyle \mathbf {E} } (električne komponente polja) i {\displaystyle \mathbf {B} } (magnetske komponente polja). Vektorski produkt ovih vektora okomit je na ravninu u kojoj djeluju i predstavlja energiju elektromagnetskog polja (Poyntingov vektor). Interakcija u elektromagnetskom polju odvija se putem elektromagnetskog vala koji se širi u prostoru brzinom svjetlosti.